# 曲麻蝇属
曲麻蝇属（学名：Phallocheira）为麻蝇科的一个属。

## 下属物种
本属包括以下物种：
- 小曲麻蝇 Phallocheira minor Rohdendorf, 1937